# Xiphophorus helleri

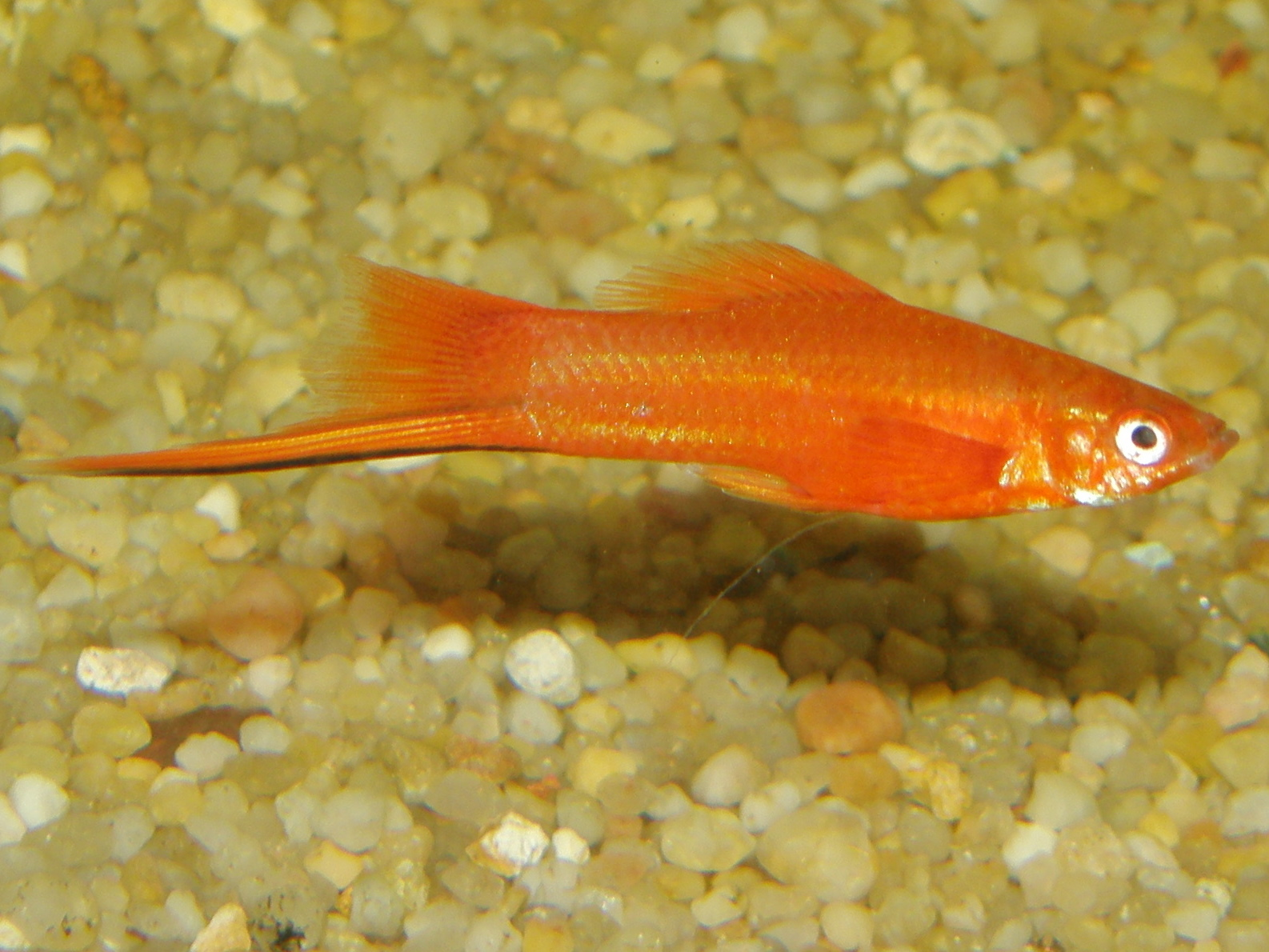
Esemplare maschile

Xiphophorus helleri, noto anche come portaspada, xifo o xifoforo, è un pesce d'acqua dolce tropicale della famiglia dei poecilidi proveniente dall'America centrale.
L'indole vivace e pacifica, la colorazione accattivante e la notevole resistenza, lo rendono particolarmente adatto alla vita di comunità, tanto che oggi è uno dei più popolari pesci d'acquario.

## Caratteri generali
Il corpo, allungato e slanciato, è compresso ai lati e possiede un peduncolo caudale prominente e massiccio. Il profilo del dorso è ben evidente, soprattutto all'attaccatura della pina dorsale, mentre la bocca, di dimensioni mediamente ampie, è rivolta verso l'alto (bocca supera). Le pinne, spesse e robuste, sono arrotondate nelle femmine e appuntite nei maschi; in questi ultimi, i raggi inferiori della coda si allungano a formare la cosiddetta "spada".

## Dimensioni
Il maschio arriva a misurare 8 cm, spada esclusa, mentre la femmina raggiunge i 12 cm.

## Dimorfismo sessuale
Il maschio differisce dalla femmina per tre caratteristiche principali: il corpo è molto più snello e sottile, possiede la "spada" e la sua pinna anale è modificata in gonopodio, organo copulatore necessario a fecondare internamente la femmina; quest'ultima è più grossa e rotonda del maschio e presenta pinne arrotondate.
Negli esemplari giovani, si può procedere con l'identificazione dei sessi intorno ai 4 mesi di vita, quando nei maschi cominciano a svilupparsi la spada e il gonopodio.

## Provenienza
I portaspada sono originari di Messico, Guatemala e Honduras ma sono stati introdotti anche in Sudafrica, Namibia (lago Otjikoto), nelle Hawaii, ad Hong Kong e nell'Australia orientale.

## Colorazione
Il portaspada selvatico ha una colorazione di base verde oliva con riflessi bianchi e una linea viola che percorre longitudinalmente i fianchi dalle branchie al peduncolo caudale. In commercio esistono tuttavia molte varietà cromatiche, selezionate dagli allevatori a scopi commerciali. Di seguito sono descritte quelle più comuni e maggiormente reperibili.
- Gold: corpo giallo-arancio, coda rossa con margine inferiore nero
- Gold comet: corpo dorato, coda con margini neri
- Red wag: corpo arancione, pinne e bocca nere
- Rosso: corpo rosso, gola e ventre bianchi
- Ananas: corpo beige screziato di rosso con riflessi verde-azzurri, pinne rosse
- Black calico: corpo nero con riflessi verde-azzurri, dorso e ventre beige, pinne bianche

## Comportamento e compatibilità
È un pesce vivace, ma non aggressivo; ama la compagnia dei suoi simili, pertanto è preferibile acquistare almeno 2-3 individui, tuttavia – al contrario di altre specie notoriamente gregarie – non soffre eccessivamente se tenuto da solo.
Spesso all'interno del gruppo si può assistere a piccole scaramucce, sia tra le femmine sia tra i maschi, necessarie a stabilire una gerarchia sociale tra i diversi individui.

## Alimentazione
È onnivoro e accetta qualsiasi tipo di cibo, ma la sua dieta è composta prevalentemente da vegetali: non di rado, infatti, è possibile osservarlo mangiare le alghe presenti sulle piante o sui vetri della vasca.

## Consigli tecnici
Vasca abbastanza ampia (70 litri o superiore), con ricca vegetazione alternata ad abbondante spazio per nuotare. È preferibile inserire qualche nascondiglio, necessario a proteggere sia le femmine dalla troppa baldanza dei maschi, sia i piccoli dalla voracità degli adulti.
Il pH deve essere neutro o leggermente basico (7 - 8), la durezza mediamente elevata (10 - 20 dGH) mentre la temperatura può oscillare tra i 22 e i 25 °C.
Il portaspada è comunque un pesce molto robusto: tollera tranquillamente acque con condizioni chimiche-fisiche leggermente differenti da quelle richieste, inoltre è un pesce che può vivere e riprodursi in normale acqua di rubinetto e/o in acqua salmastra.

## Riproduzione
I portaspada sono ovovivipari e molto prolifici. I maschi sono forniti di gonopodio per fecondare internamente la femmina: il 3°, 4° e 5° raggio della pinna anale sono infatti modificati a forma una sorta di "bastoncino" con il quale introducono nel corpo della compagna le spermatofore, veri e propri "pacchetti" di sperma che rimangono vitali da 8 a 15 mesi, consentendo la fecondazione di diverse nidiate successive anche senza ulteriori accoppiamenti. L'incubazione è di circa 4 settimane e al termine della gestazione la femmina presenta un ventre molto ingrossato ed è visibile una macchia scura (detta macula gravidica) sull'apertura uro-genitale, che a sua volta appare più dilatata e sporgente e di colore biancastro. Al momento del parto, i piccoli (che variano da poche decine fino a 200, in base alle dimensioni della madre) nascono in rapida successione, uscendo prima con la coda; è opportuno allontanare la femmina quando non depone più piccoli, prima che possa iniziare a mangiarne qualcuno. Può accadere che durante il parto nascano piccoli deformati, siamesi o che la femmina deponga uova trasparenti (ossia non fecondate). I giovani sviluppano i caratteri sessuali secondari a 4 mesi e raggiungono la maturità sessuale dopo intorno all'anno d'età. È possibile alimentare i nuovi nati dal giorno seguente, quando hanno assorbito completamente il sacco vitellino

## Varietà
In commercio esistono moltissime varietà ottenute dalla selezione artificiale effettuata negli allevamenti. Negli ultimi anni si è diffusa in commercio una varietà di portaspada detta "coda a lira": in entrambi i sessi, sia la pinna dorsale sia quelle pettorali sono decisamente allungate a velo, mentre la coda presenta due spade e, all'occorrenza, un allungamento al centro. Questa varietà, come anche tutte quante le altre selezionate, non è presente in natura ma è stata selezionata negli allevamenti, ottenendo anche in questo caso diverse varietà cromatiche. Entrambi i sessi sono fecondi ma i maschi, a causa delle eccessive dimensioni del gonopodio, incontrano difficoltà nell'accoppiamento.

## Particolarità e ibridazioni
- Le femmine di questa specie hanno la tendenza a subire un'inversione sessuale, specialmente se vecchie, malate o sottoposte a determinate condizioni ambientali. La femmina adulta che si trasforma, comincia a sviluppare prima il gonopodio, poi la spada, fino a diventare un maschio perfettamente fecondo. Questi “nuovi maschi” si riconoscono da quelli naturali perché mantengono il corpo rotondo e massiccio della femmina.
- I portaspada possono incrociarsi tranquillamente con le specie affini Xiphophorus maculatus (Platy) e Xiphophorus variatus (Platy variato) dando origine a ibridi fecondi.